# Iázide ibne Hatim Almoalabi
Iázide ibne Hatim Almoalabi (em árabe: يزيد بن حاتم المهلبي‎‎; romaniz.: Yazid ibn Hatim al-Muhallabi; m. 13 de março de 787) foi um membro da família dos moalábidas que serviu como governador do Azerbaijão, Egito (762–769) e Ifríquia (771–787) pelo Califado Abássida.

## Vida
Iázide foi um íntimo associado do futuro califa Almançor (r. 754–775) e este presente no campo do último durante a rendição de Uacite em 750. Foi então nomeado governador do Azerbaijão, onde iniciou programa para transferir árabes iemenitas de Baçorá e assentá-los na província. Em 755, foi um dos comandantes que tentaram derrubar o rebelde carijita Mulabide ibne Harmala Axaibani na região de Moçul, mas foi derrotado e forçado a fugir.
Em 762, Almançor nomeou-o governador do Egito. Ele permaneceu nessa posição até 769, e seu mandato foi o mais longo nessa província no período abássida inicial. Como um auxiliar confiável do califa, sua nomeação pretendia assegurar o controle do Egito, especialmente após a agitação álida, que seu antecessor, Humaide ibne Cataba, ignorou. A revolta álida posteriormente culminou na Revolta de Maomé, a Alma Pura em Medina e Baçorá em 762–763, mas Iázide e seu saíbe da xurta, Abedalá ibne Abderramão Atujibi, conseguiram debelar os planos do partido álida no Egito de lançaram uma revolta em Fostate.
Após a morte do governador de Ifríquia, Omar ibne Hafes Almoalabi, nas mãos dos rebeldes carijitas em 771, Almançor nomeou Iázide para aquela posição e enviou-o à província com um grande exército. Depois de chegar em Trípoli, Iázide avançou contra os ibaditas no começo de 772 e confrontou-os numa grande batalha, matando seu líder Abu Hatim Iacube ibne Labibe Alcariji e grande parte dos rebeldes. Depois de gastar um mês caçando os ibaditas sobreviventes, avançou à capital provincial de Cairuão e entrou nela, e com sucesso estabeleceu seu controle sobre o país.
Iázide ocupou o resto de sua vida como governador da Ifríquia. Em contraste com seus predecessores, seu mandato viu um período de paz e estabilidade; uma revolta carijita em 773 e uma rebelião dos berberes uarfajumas no Zabe em 781 foram ambas suprimidas. Durante sua administração, organizou os mercados da cidade e restaurou a mesquita local. Iázide morreu em Cairuão em 13 de março de 787, depois de um mandato de 15 anos e três meses, e foi sepultado próximo do portão da cidade. Após sua morte, seu filho Daúde sucedeu-o brevemente como governador da Ifríquia, antes de ser substituído por Rau ibne Hatim Almoalabi.